# Лиллехаммер (телесериал)
«Лиллехаммер» (англ.  Lilyhammer) — комедийно-драматический американо-норвежский телесериал. Премьера первой серии состоялась 25 января 2012 года на норвежском телеканале NRK. Второй сезон вышел в 2013 году, а третий, последний, — в 2014 году. В сериале высмеивается псевдотолерантность, гендерное псевдоравенство, вмешательство государства во внутрисемейные отношения, инфантильная иммиграционная политика Норвегии в отношении мусульман.
Премьера сериала собрала в Норвегии рекордную аудиторию в 998 000 зрителей — пятую часть населения страны.

## Сюжет
Фрэнк «Ловкач» Тальяно, уже немолодой гангстер из Нью-Йорка, потеряв от шальной пули любимую собачку, в отместку сдаёт своего босса федералам, и в рамках программы по защите свидетелей переезжает в Лиллехаммер, небольшой норвежский городок, принимавший ранее Зимние Олимпийские игры 1994 года. Фрэнк мечтает о рае с «чистым воздухом, белым снегом и роскошными девочками» вдали от Нью-Йорка и карателей мафии. Реальность, конечно же, оказывается иной — чтобы чего-то добиться, приходится вернуться к старым делам. Правда, делает он это уже спокойно — без насилия и перестрелок.  Почти…
Небольшие роли в фильме сыграли специально приглашённые известные в Норвегии личности (в частности, певица Анджелина Джордан).
Тальяно, главный герой сериала (музыкант и актёр Стивен Ван Зандт), безоговорочно выступает в защиту Государства Израиль и против поддержки Палестины — вопреки позиции руководства Норвегии. Он начал в своём клубе производство вина из израильского винограда, и в ответ на нападки пропалестинских активистов публично заявляет: 

Мы не обязаны оправдываться. Израиль — это маяк свободы в регионе, полном арабских безумцев. И если какие-то леваки хотят покупать вино у Аль-Каиды, это их проблема, но мы предпочитаем вкус демократии!— 3-й сезон, серия 5
В связи, в том числе, и с этим, Стивен Ван Зандт так объяснил смысл своей работы над ролью: 

«Мы предложили романтическую версию „гангстерского“ фильма, и мы довольно подробно выписали детали столкновения с государственной бюрократией, которую мало кто любит, как и все терпеть не могут, когда им диктуют правила поведения и ту роль, которую нужно играть в жизни. Мы многое вложили в характер главного героя, постаравшись передать с его помощью те идеи, которые нам казались важными».— Итоги 55-го телевизионного фестиваля в Монте-Карло

## В ролях

### Основной состав
- Стивен Ван Зандт — Фрэнк Тольяно/Джованни «Джонни» Хенриксон, мафиози, отправившийся в Норвегию по программе защиты свидетелей;
- Тронд Фауса Аурвог — Торгейр Лиен, брат Роара, в молодости прыгун с трамплина до несчастного случая, позже партнёр Фрэнка;
- Стейнар Саген[англ.] — Роар Лиен, брат Торгейра, таксист;
- Мариан Саастад Оттесен[англ.] — Сигрид Хаугли, учительница норвежского языка, вернувшаяся из Осло, позже супруга и экс-супруга Фрэнка, мать Бьёрна и Бьёрк, детей от Фрэнка;
- Фритьов Сохейм — Ян Йохансен/Мухаммед Али, работник Норвежской администрации труда и социального обеспечения, психически неуравновешен и гиперсексуален;
- Роберт Скьерстад — Рой Осс, главарь байкеров, контрабандист, член банды Фрэнка;
- Томми Карлсен Сандум — Арне, байкер, член банды Фрэнка, жил с матерью;

### Второстепенный состав
- Энн Кригсволл[англ.] — Лейла Ховланд, шериф Лиллехаммера, позже писатель и частный сыщик, соседка Фрэнка;
- Нильс Йорген Каалстад — Даг Солстад, инструктор по вождению;
- Кирре Хеллум — Гейр «Элвис» Тведт, полицейский, напарник Лейлы, копающий под Фрэнка (1 сезон);
- Свен Нордин[англ.] — Юлиус Бакк, адвокат (1 сезон);
- Томас Грубе — Альдо Делуччи, новый босс мафиозной семьи, пытался убить Фрэнка (1-2 сезон);
- Грег Канестрари — Джерри Делуччи, племянник Альдо, отправлен в Норвегию убить Фрэнка (1 сезон);
- Тим Ахерн — Роберт «Роби» Грассо, гангстер старой школы, соратник Фрэнка, отправлен в Норвегию убить его (1-2 сезон);
- Кирре Хауген Сиднесс — Томас Аун, бизнесмен, часто подставляющий Фрэнка (1-2 сезон);
- Ричард Ског — Одд «Один» Йохауг, телохранитель Фрэнка (2 сезон);
- Силье Торп[англ.] — Метте Хансен, новый шериф Лиллехаммера (2 сезон);
- Пол Кэй — Дункан Хаммер, психически неуравновешенный гангстер из Лондона, брат Тони (2 сезон);
- Тони Питтс — Тони Хаммер, влиятельный гангстер из Лондона, брат Дункана (2 сезон);
- Алан Форд — Теренс, дядя Тони, гангстер старой школы (2 сезон);
- Виктория Винге — Тирил/Тирли, воспитательница в детском саду, с которой у Фрэнка завязался роман (2 сезон);
- Хенрик Местад[англ.] — Ларс Олафсен, крупный бизнесмен, сотрудничает с Фрэнком (2-3 сезон);
- Риз Койро — Томми Мангано, племянник дяди Сэла, получил ранение в ногу пытаясь убить Джоуи, позже был отправлен к Фрэнку (3 сезон);
- Ида Элиза Брох — Биргитте, девушка Торгейра (3 сезон);
- Мария Джоанна Кьяпетта — Алекс, девушка Роара с которой у Фрэнка завязывается роман (3 сезон);

### Эпизодические роли
- Микаэль Акснес-Персон — Йонас Хаугли, сын Сигрид;
- Вигго Сандвик — Сильфест, отец Сигрид;
- Гард Б. Эйдсвольд — Торд Хаукенс, фермер, за которого заступился Фрэнк;
- Финн Шау — Арве Остли, начальник полиции;
- Джей Бенедикт — агет ФБР Беккер (1 сезон);
- Беате Эриксен — мать Арне (1 сезон);
- Пол Оттар Хага — Свейн, акушер (1, 3 сезон);
- Эйвинд Сандер — священник в церкви Лиллехаммера (2-3 сезон);
- Амит Шах — Гарет, сотрудник колл-центра в Мумбаи, которого завербовал Фрэнк (2 сезон);
- Якоб Офтенбро — Крис, тренер по плаванию, позже парень Сигрид (2-3 сезон);
- Морин Ван Зандт — Анджелина, бывшая жена Фрэнка (2-3 сезон);
- Тони Сирико — Антонио «Тони» Тольяно, старший брат Фрэнка, священнослужитель (2-3 сезон);
- Брюс Спрингстин — Джузеппе Тольяно, брат Фрэнка, гробовщик и киллер, боится летать (3 сезон);
- Майкл Бадалукко — Джоуи Салмоне, автор кулинарной книги, рецепты для которой «позаимствовал» у матери дяди Сэла (3 сезон);
- Ингрид Олава[англ.] — в роли самой себя за фортепиано в баре «Фламинго» (1 сезон, эпилог);
- Анджелина Джордан — юная певица в баре «Фламинго» (3 сезон, эпилог);

## Награды
Премия Золотой экран 2014 года за лучшую телевизионную драму.
Критики назвали сериал «Кланом Сопрано» в Норвегии.

## Список эпизодов

### Сезон 1 (2012)
| № общий | № в сезоне | Название                                          | Режиссёр            | Автор сценария                                  | Дата премьеры  |
| ------- | ---------- | ------------------------------------------------- | ------------------- | ----------------------------------------------- | -------------- |
| 1       | 1          | «Проверка реальности» «Reality Check»             | Симен Альсвик       | Анна Бьёрнстад,Эйлиф Скодвин и Стивен Ван Зандт | 6 февраля 2012 |
| 2       | 2          | «Фламинго» «The Flamingo»                         | Симен Альсвик       | Анна Бьёрнстад,Эйлиф Скодвин и Стивен Ван Зандт | 6 февраля 2012 |
| 3       | 3          | «Гуантанамо Блюз» «Guantanamo Blues»              | Гер Хеннинг Хопланд | Анна Бьёрнстад,Эйлиф Скодвин и Стивен Ван Зандт | 6 февраля 2012 |
| 4       | 4          | «Акушерка» «The Midwife»                          | Гер Хеннинг Хопланд | Анна Бьёрнстад,Эйлиф Скодвин и Стивен Ван Зандт | 6 февраля 2012 |
| 5       | 5          | «Мой город» «My Kind of Town»                     | Лиза Мари Гамлем    | Анна Бьёрнстад,Эйлиф Скодвин и Стивен Ван Зандт | 6 февраля 2012 |
| 6       | 6          | «Упакуйте свой ледерхозен» «Pack Your Lederhosen» | Лиза Мари Гамлем    | Анна Бьёрнстад,Эйлиф Скодвин и Стивен Ван Зандт | 6 февраля 2012 |
| 7       | 7          | «Няня» «The Babysitter»                           | Гер Хеннинг Хопланд | Анна Бьёрнстад,Эйлиф Скодвин и Стивен Ван Зандт | 6 февраля 2012 |
| 8       | 8          | «Тролли» «Trolls»                                 | Гер Хеннинг Хопланд | Анна Бьёрнстад,Эйлиф Скодвин и Стивен Ван Зандт | 6 февраля 2012 |

### Сезон 2 (2013)
| № общий | № в сезоне | Название                                      | Режиссёр            | Автор сценария                                  | Дата премьеры   |
| ------- | ---------- | --------------------------------------------- | ------------------- | ----------------------------------------------- | --------------- |
| 9       | 1          | «Миллуолл Брик» «Millwall Brick»              | Симен Альсвик       | Хелена Нильсен,Эйлиф Скодвин и Стивен Ван Зандт | 13 декабря 2013 |
| 10      | 2          | «Из африки» «Out of Africa»                   | Симен Альсвик       | Ядранко Мехик,Эйлиф Скодвин и Стивен Ван Зандт  | 13 декабря 2013 |
| 11      | 3          | «Фиддлерс Грин» «Fiddler's Green»             | Оле Эндерсен        | Томас Солли,Эйлиф Скодвин и Стивен Ван Зандт    | 13 декабря 2013 |
| 12      | 4          | «Чёрный палец» «The Black Toe»                | Оле Эндерсен        | Ядранко Мехик,Эйлиф Скодвин и Стивен Ван Зандт  | 13 декабря 2013 |
| 13      | 5          | «Остров» «The Island»                         | Оле Эндерсен        | Хелена Нильсен,Эйлиф Скодвин и Стивен Ван Зандт | 13 декабря 2013 |
| 14      | 6          | «Специальное образование» «Special Education» | Гер Хеннинг Хопланд | Томас Солли,Эйлиф Скодвин и Стивен Ван Зандт    | 13 декабря 2013 |
| 15      | 7          | «Морозильная камера» «The Freezer»            | Гер Хеннинг Хопланд | Томас Солли,Эйлиф Скодвин и Стивен Ван Зандт    | 13 декабря 2013 |
| 16      | 8          | «Призраки» «Ghosts»                           | Гер Хеннинг Хопланд | Ядранко Мехик,Эйлиф Скодвин и Стивен Ван Зандт  | 13 декабря 2013 |

### Сезон 3 (2014)
| № общий | № в сезоне | Название                                             | Режиссёр         | Автор сценария                                                | Дата премьеры  |
| ------- | ---------- | ---------------------------------------------------- | ---------------- | ------------------------------------------------------------- | -------------- |
| 17      | 1          | «Мальчик-тигр» «Tiger Boy»                           | Симен Альсвик    | Анна Бьёрнстад,Ядранко Мехик,Эйлиф Скодвин и Стивен Ван Зандт | 21 ноября 2014 |
| 18      | 2          | «Международные отношения» «Foreign Affairs»          | Симен Альсвик    | Анна Бьёрнстад,Томас Солли,Эйлиф Скодвин и Стивен Ван Зандт   | 21 ноября 2014 |
| 19      | 3          | «Возвращение домой» «The Homecoming»                 | Ёйстейн Карлсен  | Анна Бьёрнстад,Ядранко Мехик,Эйлиф Скодвин и Стивен Ван Зандт | 21 ноября 2014 |
| 20      | 4          | «Разум подобен обезьяне» «The Mind Is Like A Monkey» | Ёйстейн Карлсен  | Анна Бьёрнстад,Томас Солли,Эйлиф Скодвин и Стивен Ван Зандт   | 21 ноября 2014 |
| 21      | 5          | «Томми» «Tommy»                                      | Ёйстейн Карлсен  | Анна Бьёрнстад,Ядранко Мехик,Эйлиф Скодвин и Стивен Ван Зандт | 21 ноября 2014 |
| 22      | 6          | «Мальчик-менестрель» «The Minstrel Boy»              | Тува Новотны     | Анна Бьёрнстад,Томас Солли,Эйлиф Скодвин и Стивен Ван Зандт   | 21 ноября 2014 |
| 23      | 7          | «Похороны» «The Funeral»                             | Ёйстейн Карлсен  | Анна Бьёрнстад,Ядранко Мехик,Эйлиф Скодвин и Стивен Ван Зандт | 21 ноября 2014 |
| 24      | 8          | «Свободные концы» «Loose Ends»                       | Стивен Ван Зандт | Анна Бьёрнстад,Томас Солли,Эйлиф Скодвин и Стивен Ван Зандт   | 21 ноября 2014 |